# 慕容环
慕容环（754年—801年），字琢璧，唐朝吐谷浑人。慕容相的第四子，母亲河南穆氏。
慕容环是慕容宣超和姑臧县主的孙子，慕容忠和金城县主李季英的曾孙，诺曷钵和弘化公主之玄孙。
慕容环生于唐玄宗天宝十三载（754年），慕容环以门荫获一子出身，投身戎伍即为千夫长。官至朔方副元帅防秋兵马使、金紫光禄大夫、封张掖郡王。朔方副元帅为浑瑊，慕容环是他属下的防秋兵马使，以防御秋季进犯的吐蕃。慕容环久著边功，因此被授金紫光禄大夫正三品文散官，封爵张掖郡王。唐德宗贞元十七年（801年）二月，慕容环在池阳墅第去世，时年四十八岁。

## 子
- 慕容汤（为父亲撰写墓志铭）
- 慕容著（早卒）
- 慕容苌